# نورمان كلارك
نورمان كلارك (بالإنجليزية: Norm Clarke)‏ (8 يوليو 1942 - 20 مارس 2025) هو كاتب عمود وصحفي أمريكي.

## روابط خارجية
- نورمان كلارك على موقع IMDb (الإنجليزية)